# P. V. Sharada
P. V. Sharada (* 12. April 1972, verheiratete G. Sharada Reddy) ist eine indische Badmintonspielerin. Sie ist die Schwester von P. V. V. Lakshmi.

## Karriere
P. V. Sharada wurde mit ihrer Schwester 1995 indische Meisterin im Damendoppel. Mit ihr wurde sie auch jeweils Fünfte bei den India Open 1997 und den India International 2001.

## Sportliche Erfolge
| Saison | Veranstaltung                 | Disziplin   | Platz | Name                             |
| ------ | ----------------------------- | ----------- | ----- | -------------------------------- |
| 1995   | Indien: Einzelmeisterschaften | Damendoppel | 1     | P. V. V. Lakshmi / P. V. Sharada |
| 1997   | India Open                    | Damendoppel | 5     | P. V. V. Lakshmi / P. V. Sharada |
| 2001   | India International           | Damendoppel | 5     | P. V. V. Lakshmi / P. V. Sharada |